# ۷۹ (عدد)
۷۹ (عدد)
۷۹(هفتاد و نه) یک عدد طبیعی است که بعد از ۷۸ و قبل از ۸۰ قرار دارد.

## در علم
- عدد اتمی طلا